# Österlen

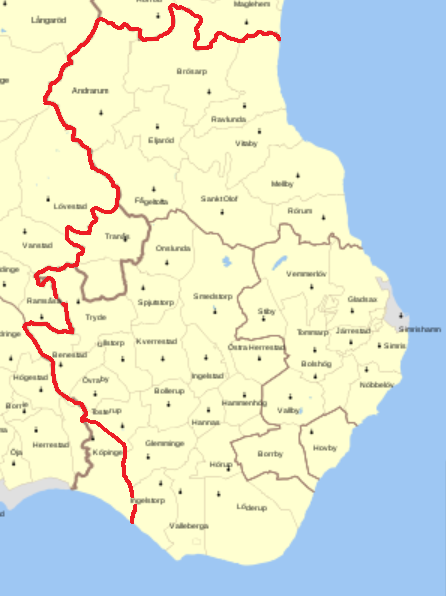
Karta över Österlen efter gränsdragningen på 1920-talet. Detta innebar att Österlen definierades som Albo härad, Ingelstad härad och Järrestad härad. Under 20-talet ingick Tranås socken i Ingelstad härad, däremot tillhörde Stora Köpinge socken Herrestad härad.

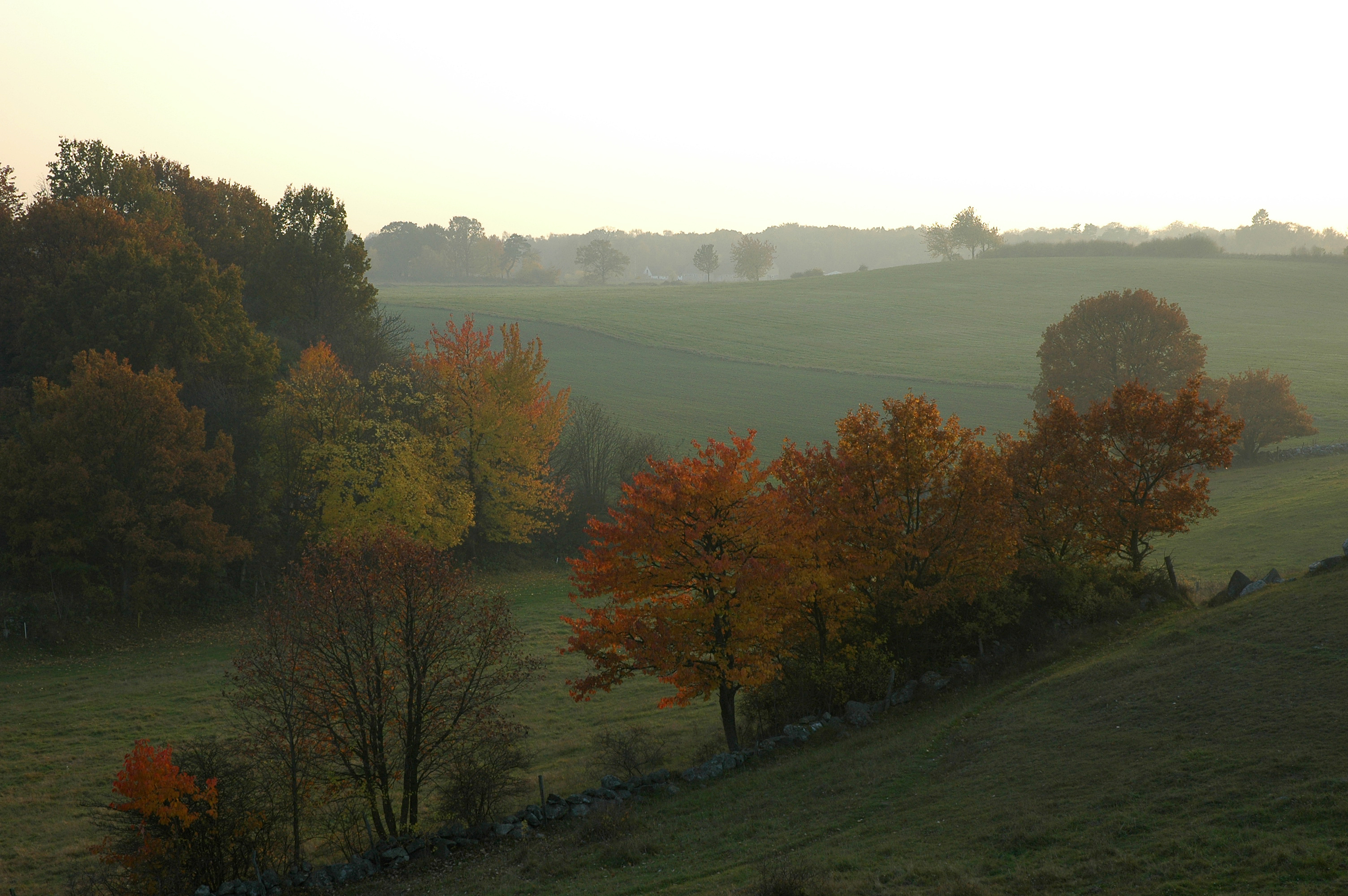
Brösarps backar.

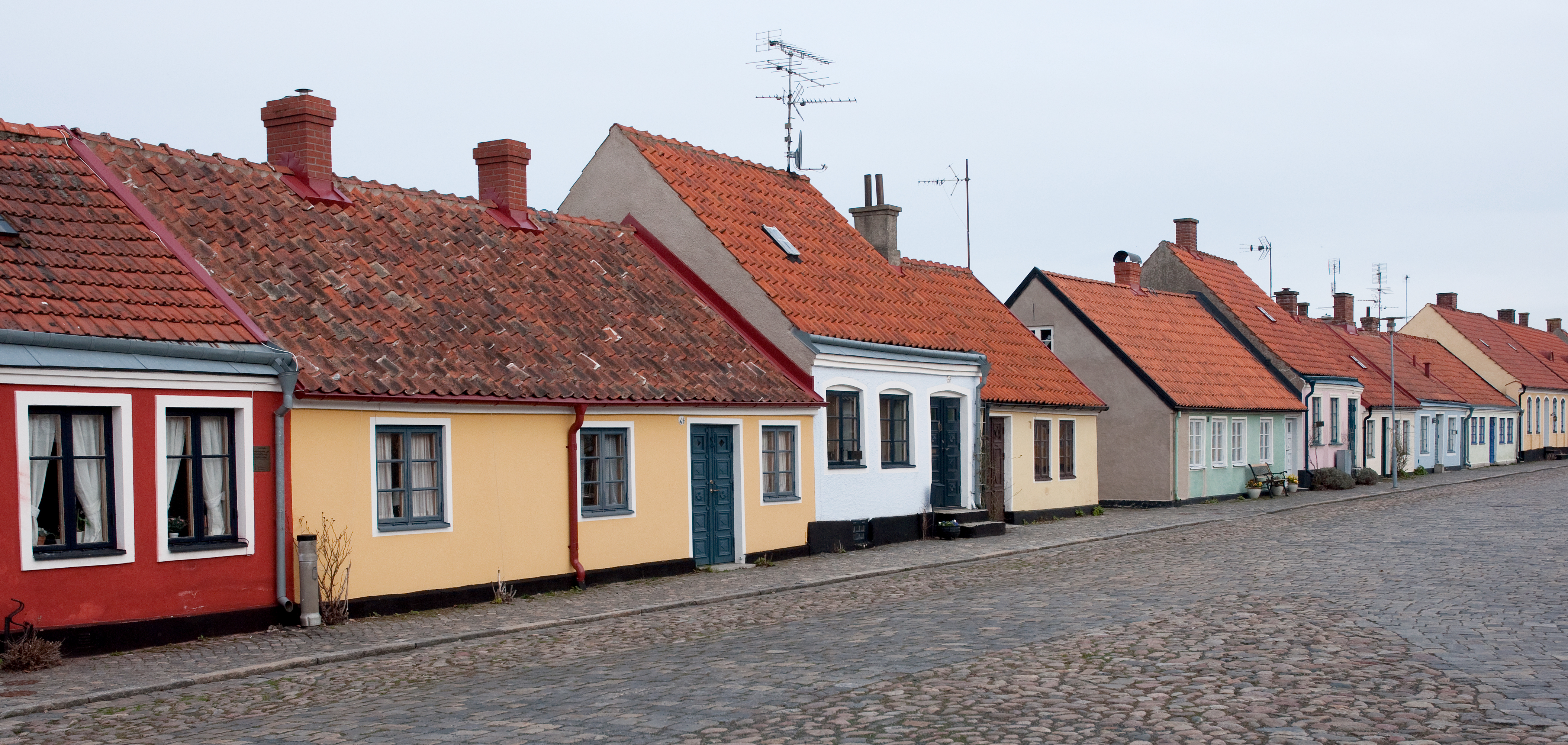
Gata i Simrishamn.

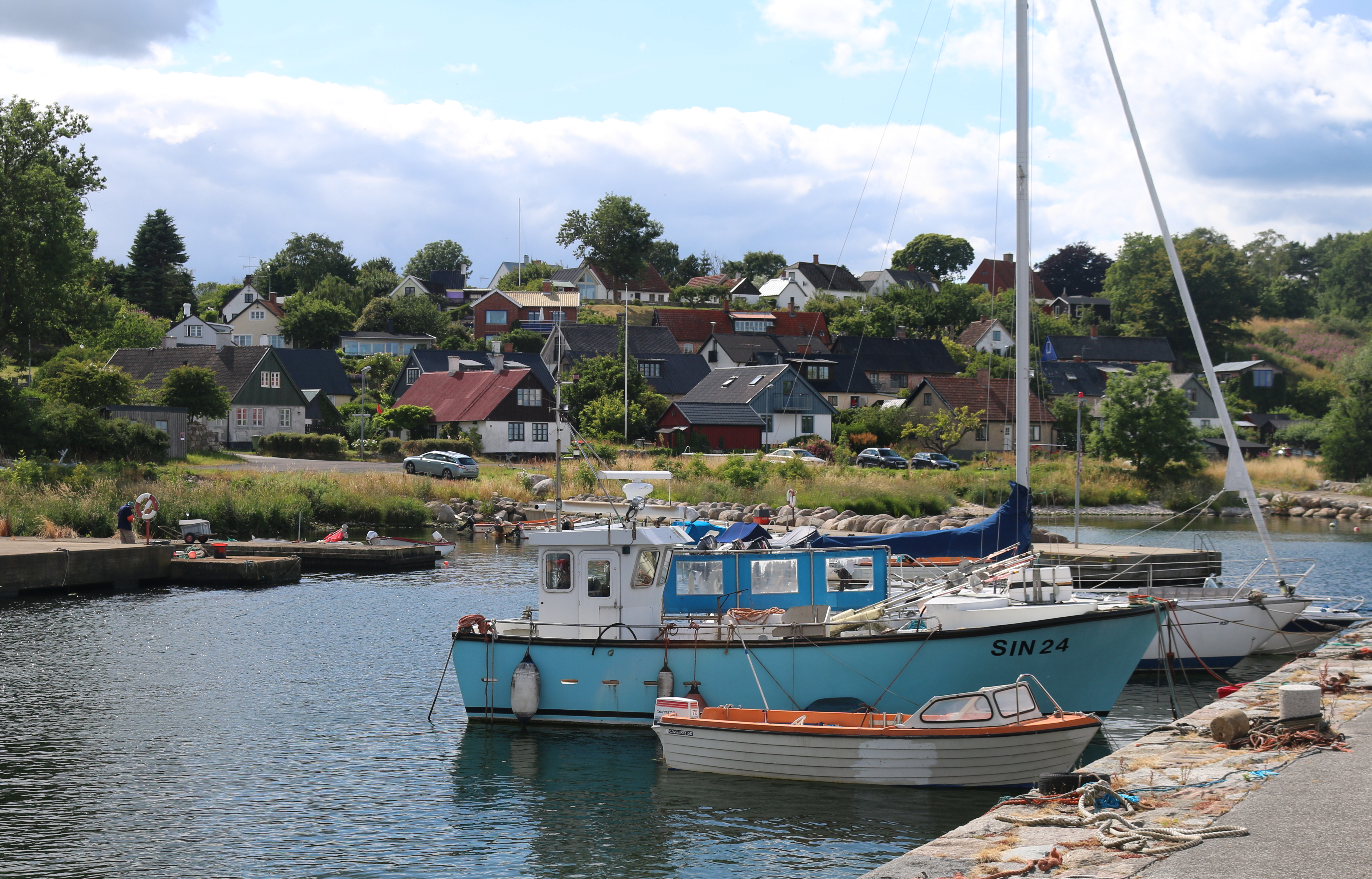
Baskemölla.

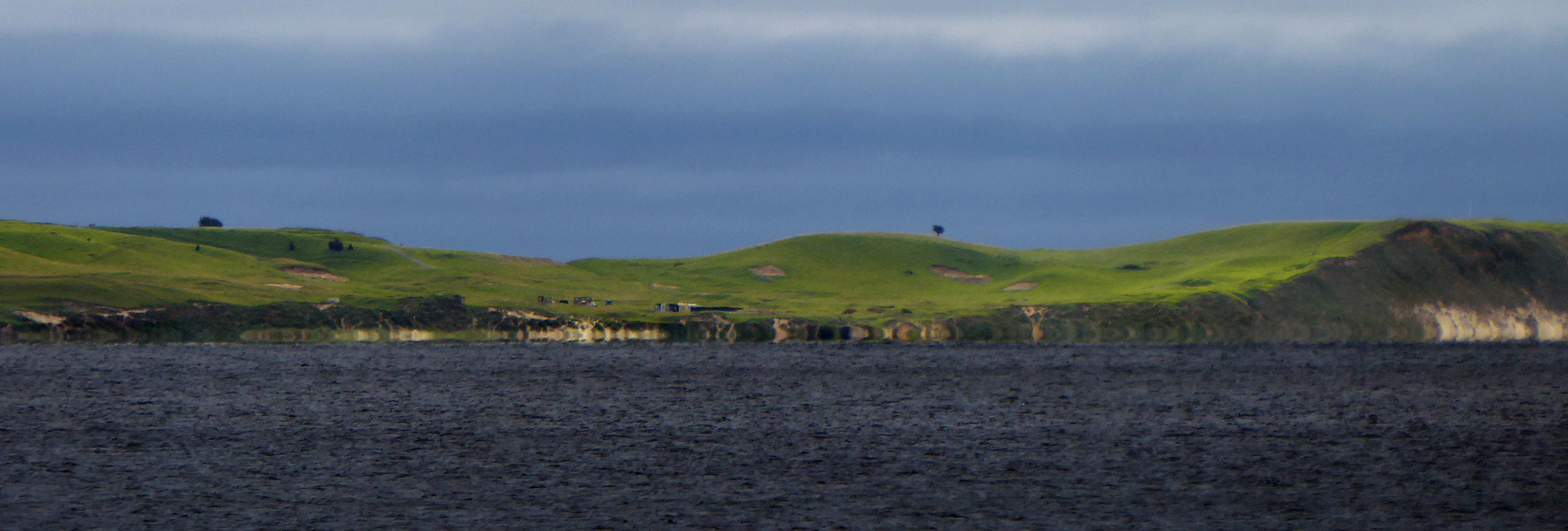
Hammars backar, sett från Världens ände i Ystad.

Österlen är en slätt- och skogsbygd i sydöstra Skåne utan entydig avgränsning. Området kännetecknas av naturskönhet, jordbruksbygd, låg urbaniseringsgrad och pittoreska kustsamhällen. De största tätorterna på Österlen är Tomelilla och Simrishamn.
Norra delen av Österlen ingår i kulturområdet som kallas för ”Ålakusten”.

## Uttrycket Österlen – historik och geografisk avgränsning
Uttrycket Österlen är belagt i en skrift från 1847 av prästen Nils Lovén, även känd som Nicolovius. Beteckningen Österlen som ett modernt begrepp lanserades av redaktören för Cimbrishamns-Bladet John Osterman och författaren Theodor Tufvesson, efter att de fått i uppdrag att åstadkomma en turistbroschyr över bygden. Broschyren, med titeln Till Österlen vill jag fara utgavs första gången 1929, och det är från den tiden som Österlen började att användas som ett vedertaget och allmängiltigt begrepp. Enligt Fritiof Nilsson Piraten, Theodor Tufvesson och John Osterman bestod Österlen av Albo härad, Järrestad härad och Ingelstad härad. Vid denna tidpunkt ingick Tranås socken i Ingelstad härad och Stora Köpinge socken tillhörde Herrestad härad.

## Geografi och geologi
Österlens största insjö är Gyllebo sjö följd av Tunbyholmssjön, Verkasjön och Smedstorpsdammen, större åar som kan nämnas är Tommarpsån och Verkeån. Gyllebo sjö, Tunbyholmssjön och Smedstorpsdammen har avrinning via Tommarpsån, värt att nämna är att även Kronovalls slotts vallgrav har avrinning via Tommarpsån.
Hallamölla i Verkeån är Österlens och även Skånes största och högsta vattenfall med en sammanlagd fallhöjd på ca 23 meter bildat av fem olika forsar (Forsakar har dock högsta enskilda vattenfall). Det näststörsta vattenfallet på Österlen är Forsemölla i Rörums södra å.
En stor del av norra Österlen är täckt med skog som börjar i höjd med Gyllebo och Baskemölla och sedan fortsätter norrut mot skogstrakterna kring S:t Olof, Brösarp och Kristinehov. Skogarna består av lövskog, barrskog och blandskog. Den ursprungliga skogen i Skåne är lövskog.
Den högsta punkten på Österlen är Hjulahultsbacken (184,9 m) belägen vid Tåghusa.
De två största mossarna på Österlen är Hagestad mosse och Gedings mosse.
Österlens geologi är varierad och mest känd är kalkstenen, Komstadflis eller komstadkalksten, som fått sitt namn från den lilla byn Komstad på Österlen. Denna kalksten har använts till tillverkning av kvarnsten, stenbord, detaljer till kyrkobyggnader samt trädgårdsplattor. En annan gruvindustri som kan nämnas är brytningen av alunskiffer vid Andrarums alunbruk. 
Utanför Östra Vemmerlöv bryts grus som används till betongindustrin, där finns två grustäkter Ejlertslund och Sofielust. 
Nationalparken Stenshuvud är ett restberg bestående av urberg. Förutom urberg så är sandsten vanligt förekommande, och finns bland annat i Bäckhalladalen där berghällarna har så kallade vågformationer. Det kan även nämnas att St Nicolai kyrka i Simrishamn är byggd av sandsten.
Mellan Gladsax och Gröstorp finns en förkastningsbrant som heter Impan där det har brutits flusspat samt silver och utanför Viks fiskeläge ligger resterna av en sandvulkan som kallas för Prästens badkar.
Rullstensåsar vittnar om inlandsisens framfart på Österlen och ett bra exempel på det är Ålnehoed vid Rogamad som ligger ett stenkast från Glimmingehus.
Sandstränderna på Österlen har varierande typ av sand. Välkänd är den typiskt vita sandtypen som återfinns i Skåne och i Danmark, exempelvis vid Sandhammaren. Det finns även en grövre typ av sand som återfinns på Tobisviks strand där man tidigare bröt denna sand. Den användes som filtersand vid vattenrening och som kuriosa kan nämnas att den även exporterades till Saudiarabien.

## Hortikultur
Österlen ligger i växtzon 1. Det har länge odlats exotiska växter i området, och Carl von Linné rapporterade år 1750 om 17 st valnötsträd i Simrishamn och 27 st på Gärsnäs slott. Utöver detta fanns det även ett fikonträd i Simrishamn, men det är oklart om detta var ett Bornholmsfikon eller inte.

## Historia
Området har haft betydelse i Norden under minst två tidsperioder, dels under äldre bronsåldern (cirka 1700–1100 f.Kr.) när gravröset Kungagraven i Kivik uppfördes, dels under vendeltiden (550–793 e.Kr.) då Ale stenar uppfördes. Det finns också välbevarade lämningar från stenåldern, Havängsdösen och Stenstuan utanför Gladsax.
Under den äldre bronsåldern ristades ett flertal hällristningar kring Simrishamn. Under denna period finns det indikationer på en gemensam kultur mellan Simrishamn och Nordbornholm. Utöver den korta sjövägen som indikator återfinns en högre koncentration av hällristningar både på Bornholm och i Simrishamn, dock är hällristningarna på Bornholm 600 år yngre. Ett bevis på gemensam kultur är den s.k. Bornholmsfibulan som har återfunnits ett flertal gånger både på Österlen och på Bornholm. De inristade skeppen visar också att man använde fartyg och Bornholm syns tydligt vid horisonten från kuststräckan söder om Simrishamn vilket gör att man kan anta att där fanns handelsförbindelser. Hällristningarna uppkom i en tid då det tog längre tid att färdas på land mellan Simrishamn och Ystad än vad det tog att färdas med båt från Simrishamn till Bornholm. Även i modern tid har Simrishamn varit porten till Bornholm. År 1895 startade Dampskibsselskabet af 1866 eller mer känt som Bornholmstrafikken reguljär trafik mellan Simrishamn och Allinge. Under en kort period gick det även färja mellan Simrishamn och Rönne. Bornholmstrafikken flyttade senare verksamheten till Ystad. I Allinge-Sandvig kallas dialekten för Sandvigsvenska och den är tillsammans med österlenmål en sydskandinavisk dialekt.

## Allmogekultur
Bland det som är unikt för den materiella allmogekulturen på Österlen kan nämnas änglaskåpen, komstadborden och simrishamndörrarna Precis som i övriga Skåne var kudden som kallas för agedyna vanlig, oftast med yllebroderi eller i flamskvävnad.

## Säsongsboende
Utöver den fasta befolkningen finns många säsongsboende på Österlen, i synnerhet sommartid.

## Sevärdheter
Exempel på sevärdheter:

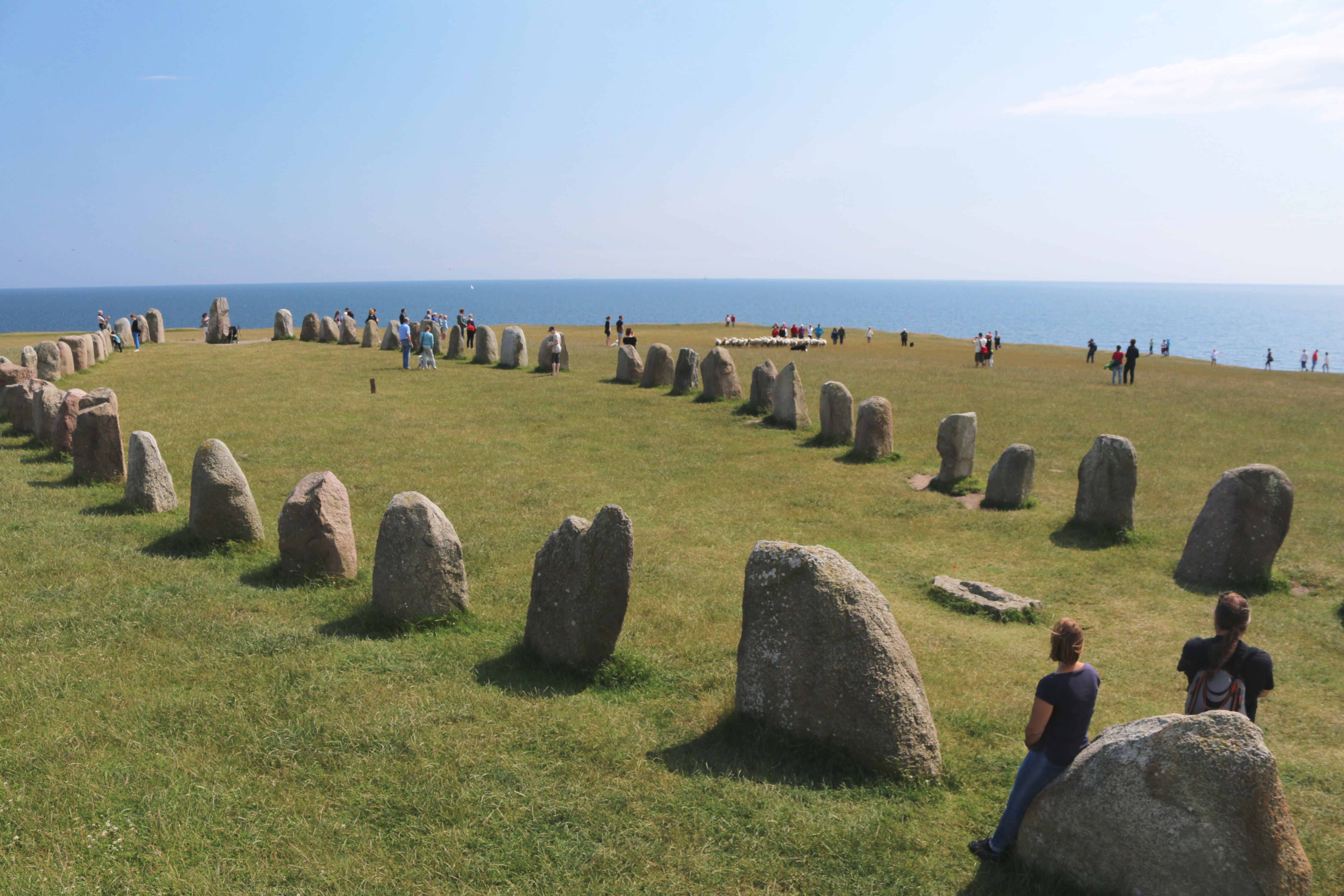
Ale stenar.

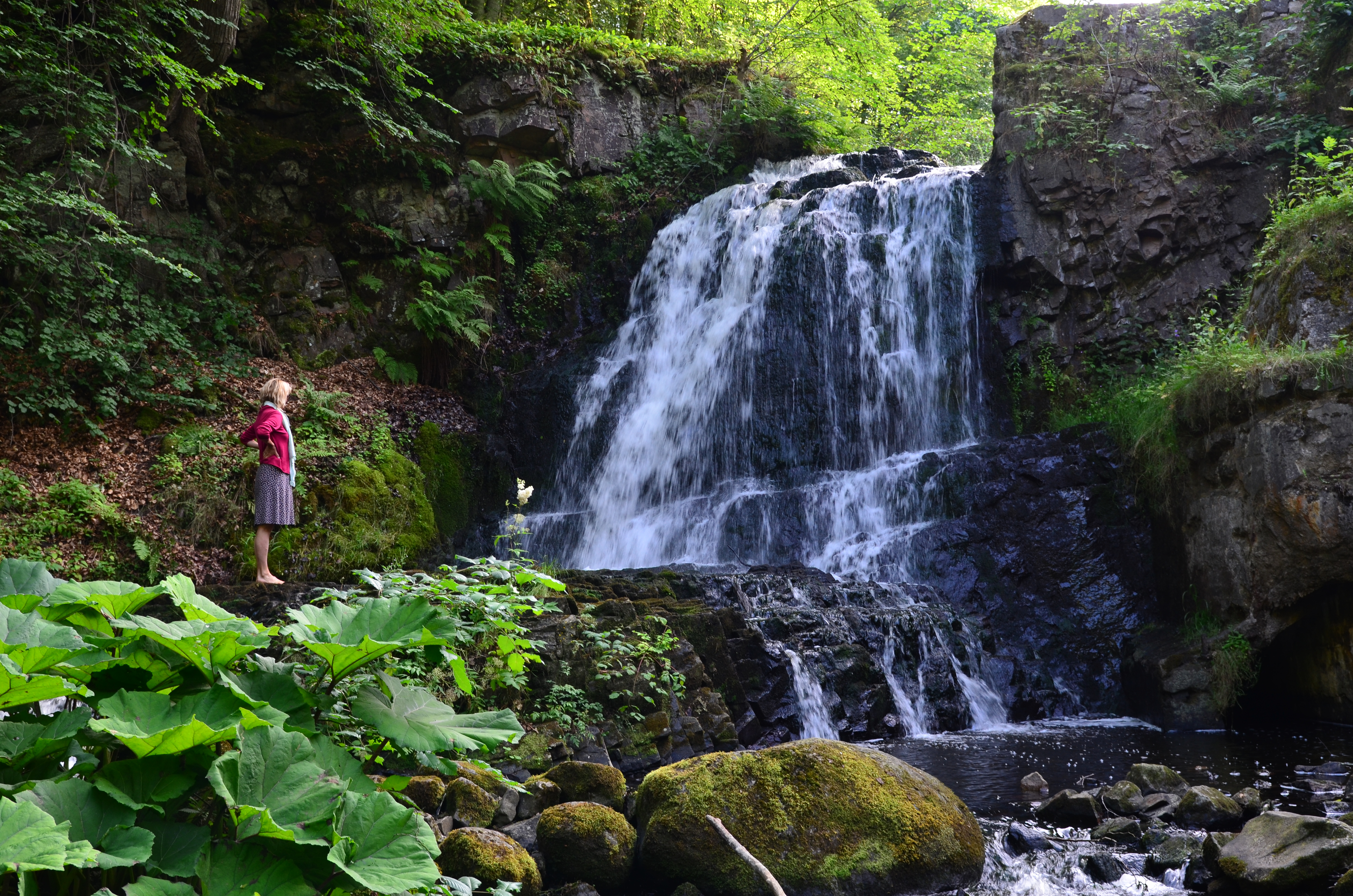
Forsemölla nära Rörum.

- Ale stenar på Kåsehuvud – skeppssättning
- Andrarums alunbruk
- Autoseum - bilmuseum
- Dag Hammarskjölds Backåkra – Hammarskjölds sommarbostad
- Baskemölla – Tjörnedala konsthall
- Glimmingehus – medeltida borg
- Området kring Haväng med Havängsdösen (stenåldersgrav)
- Horsahallens hällristningsområde vid Simrislund och Järrestads hällristningar strax söder om Gladsax.
- Kivik Art Centre
- Kiviksgraven – gravröse från bronsåldern, beläget på Kivik
- Kiviks Museum – stort hembygdsmuseum för Kivikstrakten
- Klövasten – sprucket flyttblock med skålgropar vid Glemmingebro
- Kyhls Badstrand – en av de bästa stränderna i regionen
- Museum Gösta Werner och Havet – konstmuseum och galleri
- Prästens badkar - vulkanisk formation i Vik
- Sandhammaren – naturreservat med Sandhammarens fyr och Sandhammarens räddningsstation
- Stenshuvud – nationalpark
- Tosselilla sommarland
- Vattenfallen Forsemölla och Hallamölla
- Ångtåget på Österlen – museijärnväg som trafikerar sträckan Brösarp - Sankt Olof med Ångloksdragna tåg.
- Cykla dressin mellan Sankt Olof och Gyllebosjön eller mellan Tomelilla och Fyledalen.
- Vågsurfing på Gislövshammar, Kåseberga och Viks fiskeläge.
- Skärmflygning och hängflygning vid framförallt Hammars backar men även vid Viks fiskeläge och Vitemölla strandbackar.

## Evenemang
- Kiviks marknad årlig marknad i mitten av juli månad
- Äppelmarknaden i Kivik äger rum den sista helgen i september varje år. Bland mycket annat finns här Sveriges största äppeltavla, vilken görs av cirka 30 000 äpplen.
- Konstrundan på Österlen, ÖSKG. Många konstnärer bor på Österlen. Varje påsk är det konstrunda på Österlen anordnad av Östra Skånes Konstnärsgille. Förutom samlingsutställningen på Tjörnedala gård ställer många konstnärer ut sina verk i sina hem.
- Jazz under stjärnorna i Brantevik.
- Österlen lyser
- Street art Österlen
- Österlens rosfest på Rosentorget i Simrishamn
- Tomelilla marknad
- Skördefest Österlen i Svenstorp
- Frukostmöten i Simrishamn
- Loppis i Suckarnas gång, Simrishamn
- Matrundan Österlen, varje år under Kristi himmelsfärdshelgen.

## Kända "österlenkonstnärer"
- Ola Billgren (1940-2001)
- Ellen Trotzig (1878-1949)
- Tora Vega Holmström (1880-1967)
- Gösta Werner (1909-1989)

## Kända personer
Många kända personer, bland annat från Stockholms kultur- och konstnärsliv, har skaffat sommarhus eller hus för permanentboende på Österlen. Få av dem är födda i trakten.
| - Percy Barnevik, vars familj tagit sitt namn efter Brantevik - Walde Bengtsson, journalist som satte Österlen på kartan - Albert Ehrensvärd, Diplomat och Parisambassadör som myntade begreppet "Det finns bara två städer man kan bo i - Paris och Simrishamn" - Carl Ekenstam, grundlade Hällevik arboretum vid Stenshuvud nationalpark - Emilia Fogelklou, teolog och författare från Simrishamn - Peder Fredricson, ryttare, EM och OS medaljör, Österlens ridklubb - Brazil Jack, Carl Max Alexander Rhodin återkommande cirkusartist på Kiviks marknad - Dag Hammarskjöld, generalsekreterare för FN, gården "Dag Hammarskjölds Backåkra" är öppen för besök - Richard Hobert, regissör, spelat in ett flertal filmer på Österlen - Nils Landgren, jazzmusiker, arrangör för evenemanget "Jazz under stjärnorna" | - Ulf Lundell, författare, musiker, konstnär, har bl.a. skrivit låten "Måne över Haväng" - Manfred Månsson, från Spjutstorp, känd som "Jolly Bob", grishandlare och skådespelare - Olof den helige, som gett sitt namn åt tätorten Sankt Olof - Fritiof Nilsson Piraten, författare, finns som staty i Kivik och har en känd grav i Ravlunda - Carl Fredrik Ohlsson, fotograf som dokumenterat Österlen - Elsi Rydsjö, författare, skrivet böcker som utspelar sig på Österlen - Michael Saxell, musiker, skrivet sången "Om himlen och Österlen" - Gudrun Schyman, politiker, startade sin karriär i Simrishamns kommunfullmäktige - Marie Svensson, bordtennisspelare, EM guld, född i Baskemölla - Owe Thörnqvist, musiker, sångare, initiativtagare till ekoby i Baskemölla | - Bertil Torekull, författare, skrivit böcker som utspelar sig på Österlen - Jens Holgersen Ulfstand, Glimmingehus byggherre - Johnny Wahlqvist, från Gärsnäs, känd som "Johnny joddlare", styrkelyftare - Klas Östergren, författare, skrivit böcker som utspelar sig på Österlen - Alfred Nobel, kemist, vars familj tagit sitt namn efter Ö Nöbbelöv - Hans Alfredson, komiker, spelat in ett flertal filmer på Österlen, eget museum i Tomelilla - "Hasse och Tage-museet" - Tage Danielsson, komiker, spelat in ett flertal filmer på Österlen, eget museum i Tomelilla - "Hasse och Tage-museet" - Henric Åkesson, skapade Sveriges första yrkesmässiga fruktodling samt lade grunden för fruktindustrin på Österlen |

## Sånger och album om Österlen
- Hammenhög airport - Bernt Staf
- Mot Österlen - Perikles
- Om himlen och Österlen - skriven av Michael Saxell, framförd av Östen Warnerbring
- Till Österlen - Lasse Stefanz
- Österlen - Kal P Dal
- Från himlen till Österlen - Östen Warnerbring
- Piraten, Bombi Bitt och jag - Östen Warnerbring

## Filmer inspelade på Österlen
- Äppelkriget (1971)
- Bröderna Lejonhjärta (1977)
- Glädjekällan (1993)
- Höst i paradiset (1995)

## Skönlitteratur från Österlen
- I Österlen (1953) - Fritiof Nilsson Piraten
- Historier från Österlen (1972) - Fritiof Nilsson Piraten
- Ankare (1988), Handelsmän och partisaner (1991), Under i september (1994) - Klas Östergren
- Jonny Liljas skuld (2014) - Olle Lönnaeus
- Spökskeppet (2003) - Mårten Sandén
- Vecka 36 (2011) - Sofie Sarenbrant
- Istället för dig (2017) - Sofie Sarenbrant
- Majken minröjare (2017) - Karin Brunk Holmqvist
- Mord på Österlen (1994) - Stig O Blomberg
- Cold Case: Försvunnen (2019) -Tina Frennstedt
- Cold Case: Väg 9 (2020) -Tina Frennstedt

## Sevärda kyrkor
- Borrby kyrka, sevärd insida. Kyrkan är framförallt känd för sina målade fönster men har även fina snidade väggar och tak i trä.
- Hannas kyrka, liten och kär kyrka. Känd för sin felbyggda trappgavel där det fattas en trappa.
- Ravlunda kyrka, sevärd utsida. Kyrkan är mest berömd för Fritiof Nilsson Piratens gravsten med inskriptionen ”Här under är askan av en man som hade vanan att skjuta allt till morgondagen. Dock bättrades han på sitt yttersta och dog verkligen den 31 jan. 1972. ”
- Sankt Nicolai kapell, ålabod som gjorts om till kapell. Naturskönt läge vid Knäbäckshusen.
- Sankt Nicolai kyrka i Simrishamn, sevärd utsida. Framförallt känd för sin sandstensfasad. Även känt för sin Carl Milles staty som lägger sin skugga på kyrkans tak om kvällen.
- Sankt Olofs kyrka, både sevärd insida och utsida. Pilgrimsvandringskyrka med helig offerkälla. Snidad träskulptur föreställande Olof den helige som håller en lyckobringande yxa som anses ge tur vid handstrykning.
- Vallby kyrka, på baksidan av kyrkan finns det en dörr med titthåll in till familjen Rosencrantz gravkor där deras begravningskistor i trä ligger fullt synliga.
- Valleberga kyrka, Skånes enda rundkyrka. Det finns även ett försvarstorn på kyrkogården.
- Vitaby kyrka, naturskönt belägen kyrka. Känt för kyrktornets udda strävpelare.
- Östra Vemmerlövs kyrka, väldigt sevärd insida. Väggar och tak är fullständigt täckta med kalkmålningar.

## Slott, borgar, herrgårdar och ruiner
- Bollerups borg
- Christinehofs slott
- Dälperöds slott, vid Sankt Olof
- Esperöds herrgård
- Gladsaxehus, ruin
- Glimmingehus
- Gyllebo slott
- Gyllebo borgruin
- Gärsnäs slott
- Hedvigsdals gård, i Peppinge mellan Ingelstorp/Valleberga mot Kåseberga
- Högestad gods
- Kronovalls slott
- Kåseholms slott, strax norr om Tomelilla
- Lyckås slott, i Fyledalen
- Smedstorps slott
- Stora Herrestad herrgård
- Torups slott (i Vitaby)
- Tommarps kloster, ruin
- Tosterups slott
- Tunbyholms slott, vid Tunbyholmsjön
- Vallabacken, Vitaby borgruin
- Vallens borgruin, mellan Svenstorp och Övraby
- Valterslund, plattgård till Bollerup
- Örups slott, mellan Benestad och Tomelilla
- Övrabyborg, i Övraby

## Kungsgårdar
- Borrby kungsgård
- Gladsaxgården
- Svabesholm kungsgård

## Socknar på Österlen
När Österlen definierades 1929 ingick följande 40 st socknar i Albo härad, Ingelstad härad och Järrestad härad:
- Andrarums socken i Albo härad, Tomelilla kommun
- Benestads socken i Ingelstad härad, Tomelilla kommun
- Bollerups socken i Ingelstad härad, Tomelilla kommun
- Bolshögs socken i Järrestad härad, Simrishamns kommun
- Borrby socken i Ingelstad härad, Simrishamns kommun
- Brösarps socken i Albo härad, Tomelilla kommun
- Eljaröds socken i Albo härad, Tomelilla kommun
- Fågeltofta socken i Albo härad, Tomelilla kommun
- Gladsax socken i Järrestad härad, Simrishamns kommun
- Glemminge socken i Ingelstad härad, Ystads kommun
- Hammenhögs socken i Ingelstad härad, Simrishamns kommun
- Hannas socken i Ingelstad härad, Simrishamns kommun
- Hörups socken i Ingelstad härad, Ystads kommun
- Ingelstorps socken i Ingelstad härad, Ystads kommun
- Järrestads socken i Järrestad härad, Simrishamns kommun
- Kverrestads socken i Ingelstad härad, Tomelilla kommun
- Löderups socken i Ingelstad härad, Ystads kommun
- Onslunda socken i Ingelstad härad, Tomelilla kommun
- Ravlunda socken i Albo härad, Simrishamns kommun
- Rörums socken i Albo härad, Simrishamns kommun
- Sankt Olofs socken i Albo härad, Simrishamns kommun
- Simris socken i Järrestad härad, Simrishamns kommun
- Smedstorps socken i Ingelstad härad, Tomelilla kommun
- Spjutstorps socken i Ingelstad härad, Tomelilla kommun
- Stiby socken i Järrestad härad, Simrishamns kommun
- Södra Mellby socken i Albo härad, Simrishamns kommun
- Tosterups socken i Ingelstad härad, Tomelilla kommun
- Tranås socken i Ingelstad härad, Tomelilla kommun
- Tryde socken i Ingelstad härad, Tomelilla kommun
- Ullstorps socken i Ingelstad härad, Tomelilla kommun
- Vallby socken i Järrestad härad, Simrishamns kommun
- Valleberga socken i Ingelstad härad, Ystads kommun
- Vitaby socken i Albo härad, Simrishamns kommun
- Östra Herrestads socken i Ingelstad härad, Simrishamns kommun
- Östra Hoby socken i Ingelstad härad, Simrishamns kommun
- Östra Ingelstads socken i Ingelstad härad, Tomelilla kommun
- Östra Nöbbelövs socken i Järrestad härad, Simrishamns kommun
- Östra Tommarps socken i Järrestad härad, Simrishamns kommun
- Östra Vemmerlövs socken i Järrestad härad, Simrishamns kommun
- Övraby socken i Ingelstad härad, Tomelilla kommun